# Abraham Fresco

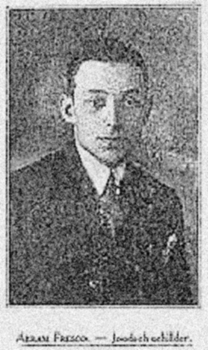
Abraham Fresco
(vor 1922)

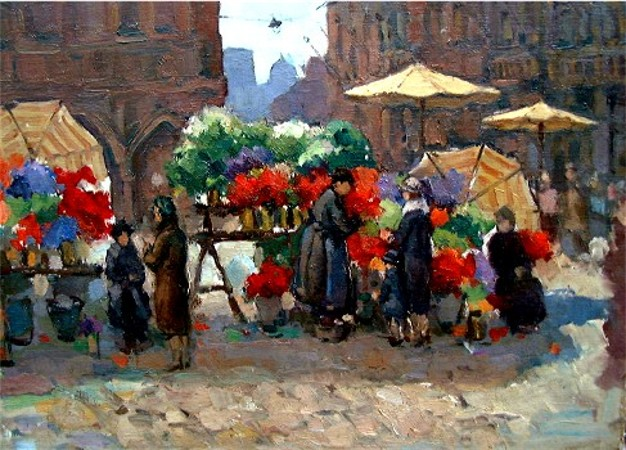
Blumenmarkt

Abraham Fresco (auch Frisco, Frisko, Fresko, Prisko, * 20. Juni 1903 in Den Haag; † 19. November 1942 im KZ Auschwitz) war ein niederländischer Maler jüdischer Abstammung.
Fresko war als Sohn von Leon Fresko und Margaret Blitz geboren. Er hatte einen Bruder Simon und eine Schwester Annie. 
Da er bereits in der Grundschule seine Begabung zeigte, begann er sein Studium der Malerei an der Königlichen Akademie der bildenden Künste in Den Haag, und setzte es an der Reichsakademie für bildende Künste in Amsterdam bei Johannes Hendricus Jurres, Antoon Derkinderen und Nicolaas van der Waay fort. Nach dem Studium ließ er sich als Maler in Den Haag nieder.
Fresko arbeitete zunächst als Porträtmaler, später beschäftigte er sich mit den Genrebildern, Landschaften, Stillleben und vor allem Stadtlandschaften.
Er besuchte oft Scheveningen sowie andere Ortschaften in den Niederlanden und Belgien. Dort malte er sowohl ruhige Ansichten wie auch belebte Volksfeste. Er malte in der Ästhetik des Post-Impressionismus.
Fresko war 1928 mit Deborah Engländer verheiratet, mit der er 1929 eine Tochter Marga hatte. Nach dem deutschen Überfall auf die Niederlande wurde die Familie im Jahr 1942 verhaftet und am 19. November 1942 im KZ Auschwitz ermordet.
Seine Werke befinden sich in den Sammlungen des Jüdischen Museums in Amsterdam.